# Langdarma
Langdarma  (wylie: glang dar ma, THL: Lang Darma"Toro Maduro" or "Toro Dharma", nombre oficial: U Dumtsen wylie: 'u dum btsan'); fue un emperador tibetano que reinó aproximadamente desde el año 838 al 841 d. C., Su imperio se extendió más allá del Tíbet en donde se incluyó el reino de Dunhuang y otras regiones chinas vecinas.

## Historia
Tradicionalmente, el imperio de Langdarma, un fiel seguidor de la religión de Bön se caracterizó por las persecuciones antibudistas. Mismo al que se le atribuyen, entre otros, otros acontecimientos, el asesinato de su hermano el rey Ralpacan en el año 838.
Según escritos encontrados a través de la historia, durante los primeros dos años de su mandato, Langdarma seguía siendo budista, pero bajo la influencia de Wégyel Toré (Wylie: dbas rGyal 'el que retorna'), se convirtió en un ferviente seguidor de la religión Bön, una antigua tradición chamánica y animista tibetana anterior a la llegada del budismo.
La persecución budista ocurrida durante el mandato de Langdarma fue cuestionada por varios historiadores por no considerarle como un instigador del movimiento budista, sin embargo, es gracias a los prominentes estudios del maestro japonés Zuiho Yamaguchi en donde posteriormente expone evidencias y relatos sobre lo ocurrido durante el imperio de Langdarma, hoy denominado como "el rey antibudista", gobierno que se dice, estuvo colmado de problemas externos.
Por su parte, el kaganato uigur al norte, se derrumbó debido a una revuelta en el área de Yenisei Kirghiz en el año 840 d. C., lo que dio lugar a que la población desplazada huyera al Tíbet. Según diversas fuentes, Langadarma tan solo reinó durante un año y medio, mientras que otras versiones cuentan que duró entre seis o trece años en el poder, luego de que un monje budista llamado Lhalung Pelgyi Dorje asesinara al emperador entre los años 842 y 846, luego del asesinato de Langdarma, se desató una guerra civil que posteriormente trajo consigo la disolución del imperio tibetano, dando paso a la "Era de la fragmentación".
Langdarma tuvo dos herederos: Tride Yumten, hijo que procreó con su primera esposa y Namde Tsung producto de su segundo matrimonio. Mismos que compitieron por el poder. El primero gobernó en el área central del reino Ü, mientras que su segundo heredero se encargó del ala izquierda del reino o la parte de los territorios orientales.
Para finales del siglo X, Kyidé Nyima Gön (Wylie: skyid lde nyi ma gon ) nieto de Langdarma, conquistó Ngari con un ejército de tan solo 300 hombres. Luego de la victoria, Kyidé fundó varias ciudades, edificó varios castillos así como la construcción de las principales esculturas en la ciudad de Shey de los distritos de Jammu y Cachemira .
En una de las inscripciones encontradas, Kyidé menciona que dichas construcciones fueron construidas con el fin de honrar la dinastía de sus antepasados y de todo el pueblo de Ngari (Tíbet occidental), con el objetivo de generar muestras de que para esa generación, la oposición al budismo impuesta por Langdarma había desaparecido. Shey, el territorio gobernado por Kyidé está ubicado a 15 km del este de la ciudad moderna de Leh, antiguo asentamiento de los reyes Ladakhi.   